# Javier Castro
Javier Castro Urdín (Madrid, 13 settembre 2000) è un calciatore spagnolo, difensore del Racing Santander.

## Caratteristiche tecniche
È un difensore centrale.

## Carriera
Javier Castro è cresciuto nei settori giovanili di Canillas e Rayo Vallecano. Nel 2019 è stato acquistato dall'Alcorcón che lo ha assegnato alla seconda squadra in Tercera División. Il 25 agosto ha giocato il suo primo incontro ufficiale contro il Paracuellos Antamira ed il 26 gennaio ha esordito in prima squadra contro il Ponferradina in Segunda División.
Il 23 giugno 2021 ha rinnovato il contratto fino al 2025 ed un mese più tardi è passato in prestito al Celta Vigo, dove ha trascorso una stagione con la seconda squadra in terza divisione.
Rientrato all'Alcorcón, nel frattempo retrocesso in Primera Federación, si è stabilito come titolare al centro della difesa insieme al compagno Jean-Sylvain Babin. Il 24 giugno 2023 ha segnato il gol decisivo nella finale dei play-off contro il Castellón permettendo al club gialloblu di tornare in Segunda División.
Il 10 luglio 2024 viene acquistato dal Racing Santander.

## Statistiche

### Presenze e reti nei club
Statistiche aggiornate all'8 aprile 2024.
| Stagione        | Squadra         | Campionato      | Campionato | Campionato | Coppe nazionali | Coppe nazionali | Coppe nazionali | Coppe continentali | Coppe continentali | Coppe continentali | Altre coppe | Altre coppe | Altre coppe | Totale | Totale | Totale |
| Stagione        | Squadra         | Comp            | Pres       | Reti       | Comp            | Pres            | Reti            | Comp               | Pres               | Reti               | Comp        | Pres        | Reti        | Pres   | Reti   |        |
| --------------- | --------------- | --------------- | ---------- | ---------- | --------------- | --------------- | --------------- | ------------------ | ------------------ | ------------------ | ----------- | ----------- | ----------- | ------ | ------ | ------ |
| 2019-2020       | Alcorcón B      | TD              | 27         | 0          |                 | -               | -               |                    | -                  | -                  |             | -           | -           | 27     | 0      |        |
| 2019-2020       | Alcorcón        | SD              | 2          | 0          | CR              | 0               | 0               |                    | -                  | -                  |             | -           | -           | 2      | 0      |        |
| 2020-2021       | Alcorcón        | SD              | 15         | 0          | CR              | 3               | 0               |                    | -                  | -                  |             | -           | -           | 18     | 0      |        |
| 2021-2022       | Celta Vigo B    | PDR             | 35         | 1          |                 | -               | -               |                    | -                  | -                  |             | -           | -           | 35     | 1      |        |
| 2022-2023       | Alcorcón        | PF              | 41         | 1          | CR              | 2               | 0               |                    | -                  | -                  |             | -           | -           | 43     | 1      |        |
| 2023-2024       | Alcorcón        | SD              | 33         | 1          | CR              | 2               | 0               |                    | -                  | -                  |             | -           | -           | 35     | 1      |        |
| Totale carriera | Totale carriera | Totale carriera | 153        | 3          |                 | 7               | 0               |                    | -                  | -                  |             | -           | -           | 160    | 3      |        |